# Campo de refugiados de Yarmouk

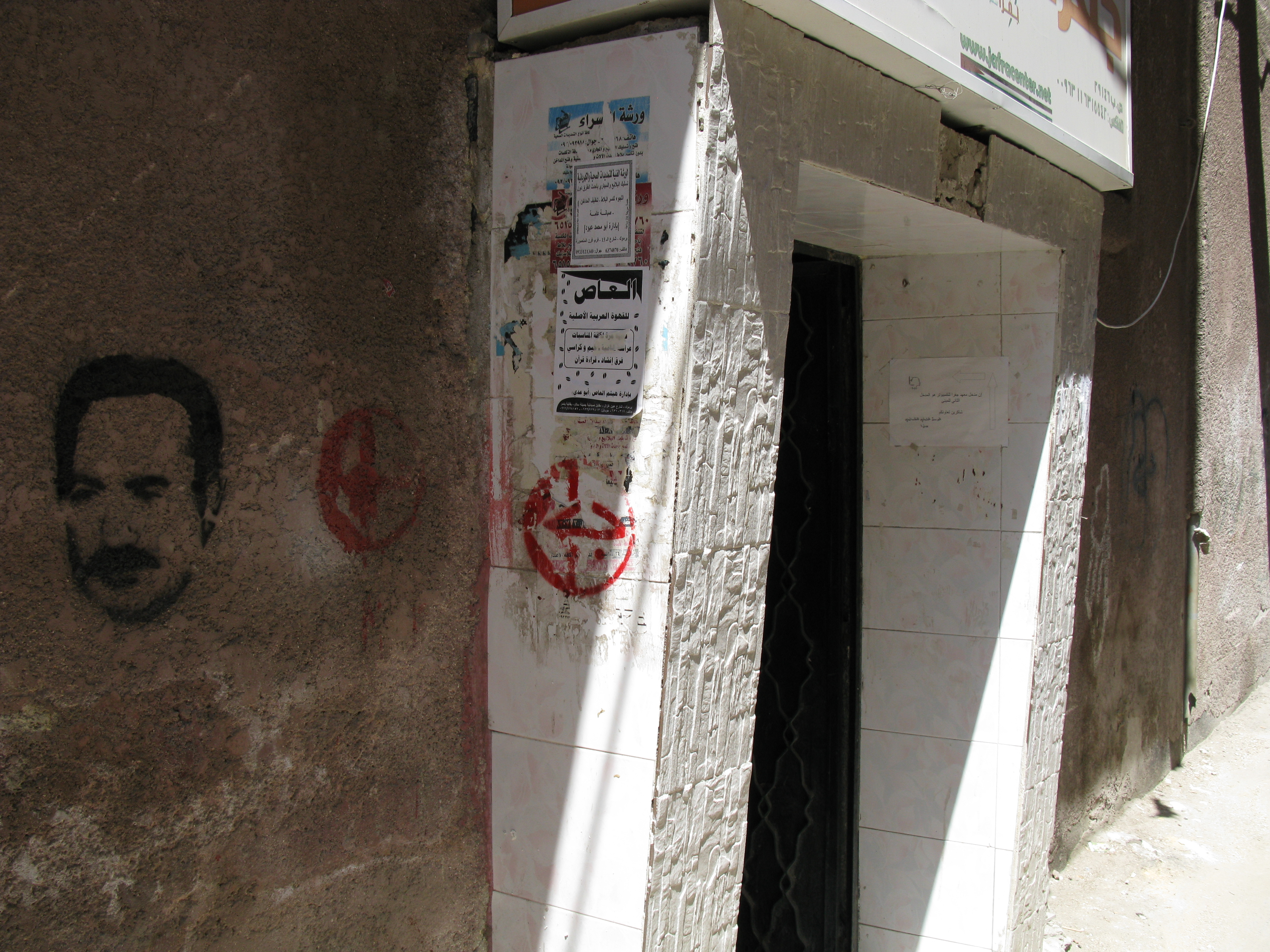
Centro para jóvenes palestinos de la fundación Jafra, en el campamento de Yarmouk.

El campo de refugiados urbano de Yarmouk (en árabe: مخيم اليرموك) , en sus inicios, albergaba al mayor número de refugiados palestinos, emigrados forzosamente de su propia tierra una vez se reconoció a Israel como Estado, en 1948. Este asentamiento situado dentro de la Gobernación de Damasco, a tan solo 8 km del centro de Damasco, capital de Siria, representaba el mayor campo de refugiados palestinos de los doce existentes dentro del país. No reconocido de manera oficial en 1948, ni fundado por la Agencia de Naciones Unidas para los Refugiados de Palestina en Oriente Próximo (UNRWA), Yarmouk fue establecido en 1957, por parte de la Autoridad General para los Refugiados Árabes Palestinos (GAPAR). Ocupaba una superficie total de 2,1 km , y con una población de alrededor de 150.000 personas. Yarmouk, toma su nombre de una histórica batalla llevada a cabo por el Califato ortodoxo en la Siria romana contra el Imperio bizantino. Su denominación recuerda el sentimiento panarabista y el movimiento de los No Alineados; retrocede en el tiempo para «invitar a un optimismo retórico». (Gómez, L. (2014). «Yarmuk, vergüenza sobre vergüenza»)
Desde que comenzase la guerra, en la Siria actual, el número de refugiados en Yarmouk se ha visto reducido hasta alcanzar los apenas 8000 palestinos. Se estima que más del 50% de los 525.000 refugiados palestinos en Siria se han visto obligados a marcharse. Algunos se han convertido en desplazados dentro del propio país, otros han muerto o se han refugiado en algún país vecino, y la minoría permanece en su lugar habitual pero con unas condiciones de vida muy precarias. Desde 2013 Yarmouk es una zona sitiada, donde la ayuda humanitaria entra con cuentagotas, a barrios colindantes, aunque la mayoría del tiempo permanece totalmente bloqueada. Diferentes grupos armados se han hecho con el control del barrio, intensificando la violencia y recrudeciendo la vida.

## Historia
En el año 1957 la Autoridad General para los Refugiados Árabes Palestinos (GAPAR) y, aunque de manera no oficial, establece Yarmouk el campo de refugiados que cuenta con el mayor número de exiliados palestinos en Siria. La UNRWA junto con la GAPAR son los principales organismos encargados de administrar y regular todos los aspectos relacionados con los refugiados, aunque reciben el apoyo de otras organizaciones. 

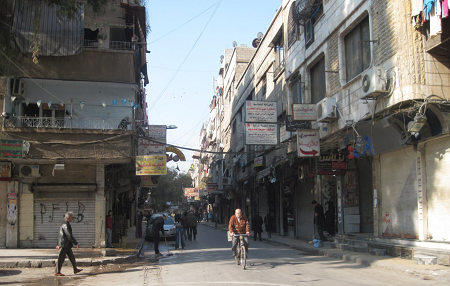
Yarmouk antes de la guerra

Con el paso del tiempo, refugiados palestinos y sirios coexistían juntos en un entorno multicultural, donde gozaban casi de los mismos derechos que el resto de la población siria. Sin puestos de control, Yarmouk resultaba ser una excepción frente a otros campos de refugiados que ven limitado su espacio de movimiento. Oficialmente y en los inicios, este campo de refugiados ocupaba un espacio total de 2,1 km², que poco a poco fue expandiéndose y doblando su tamaño, con el establecimiento de nueva población siria. Con los años, Yarmouk se había convertido en un bullicioso centro, que albergaba un gran mercado y provisto de una red interconectada de calles y espacios abiertos. La identidad palestina de este nuevo barrio perduraba, aunque ya no en mayoría. Yarmouk representaba el corazón palestino de Siria.
El exilio de miles de refugiados a Siria trajo consigo el desplazamiento de facciones palestinas al nuevo hogar. Algunas como el Frente Popular para la Liberación de Palestina-Comando General (PFLP-GC), Fatah-Intifada o al-Sa'iqa apoyaban abiertamente al régimen sirio hasta la guerra civil en Líbano, cuyas relaciones cayeron, situándose en un perfil bajo. Los campos de refugiados en general, y en particular Yarmouk, permanecía prácticamente libre de su presencia y el funcionamiento del mismo se regía al margen de su actividad. Sin embargo, los refugiados apoyaban en silencio a unos u a otros, en el siguiente orden: Fatah, Hamás, el Frente Democrático para la Liberación de Palestina (DFLP), Jihad Islámica Palestina, pero sin llegar a alterar el funcionamiento del campo.

## Vuelta a la Nakba: la guerra siria

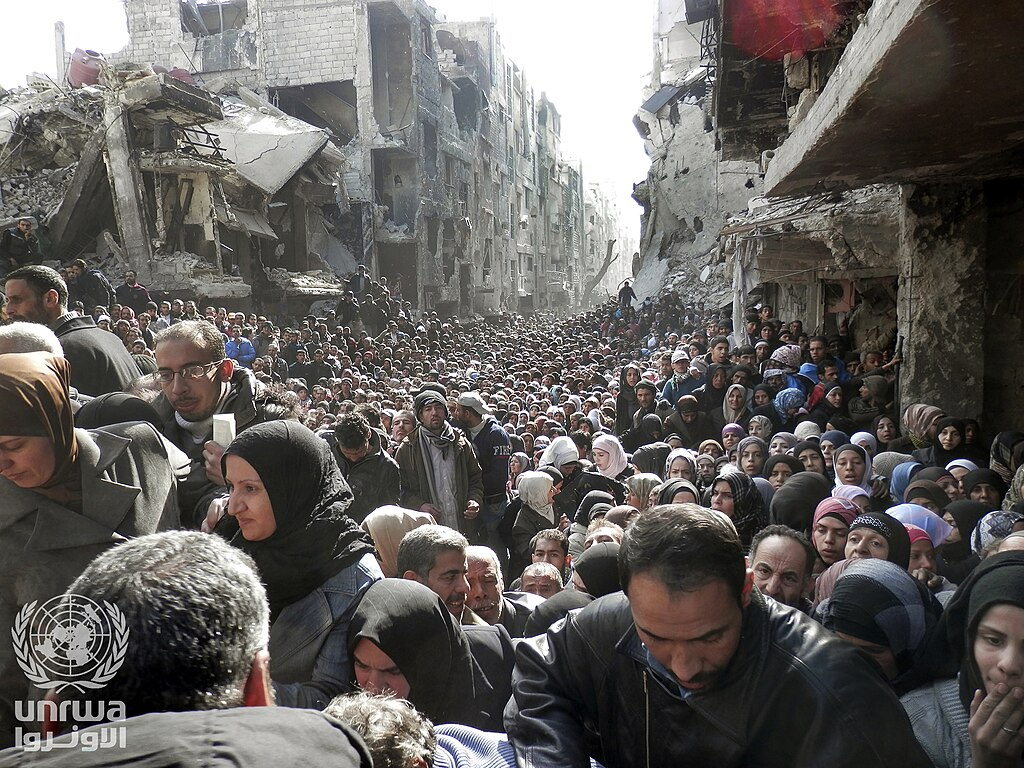
Refugiados palestinos tras seis meses de asedio del campamento de Yarmouk (2014)

En Siria, el recién estrenado siglo comenzaba con la llegada a la presidencia de un hombre renovado y joven, conocido como la esperanza. Bashar al Asad debía ser el encargado de llevar a cabo unas ansiadas reformas políticas y administrativas, que permitieran un entorno político más abierto, así como ciertas mejoras en las condiciones sociales de la población. Todo este nuevo clima de liberalización económica propició la llamada «Primavera de Damasco», que en menos de un año daría paso al invierno. En 2005, la aparición de un nuevo frente de oposición que buscaba promover el cambio a través del diálogo, fue interceptado por el gobierno y sus miembros fueron arrestados.
Cinco años más tarde, en 2010, el mundo se hacía eco de la noticia del inicio de la mal llamada «Primavera Árabe» en Túnez, dejando en un segundo plano las protestas ocurridas ese mismo año en el Sáhara Occidental. Ambos sucesos, producirían un efecto contagio por toda la región del Norte de África y Oriente Medio (MENA), cuya incertidumbre pronto sumiría a los gobiernos locales y a los interesados, en un caos y miedo frente al futuro. Algunos meses después, ya en el 2011, la sombra de un lema (Abajo el régimen) pintado en el muro de una pared, de la ciudad siria de Dar'a, desató el efecto dominó.  En un primer momento, los refugiados palestinos de Siria ansiaban mantener una posición neutral; la conmemoración del día en que se recuerda el comienzo del éxodo palestino en 1948 (Nakba) y el segundo éxodo masivo tras la guerra de los Seis Días en 1967 (Naksa) se iba acercando y el régimen sirio les había prestado su apoyo. En Yarmouk, centro organizativo de los dos eventos y de los asuntos palestinos, se mantenían reuniones, entre la población joven, para terminar de asegurar bien ambos días. Finalmente, el primer evento, la Nakba, se celebra el 15 de mayo de 2011 a modo de concentración en las inmediaciones de la nueva frontera propiciada por Israel, en los altos del Golán. Se salda con tres muertos. Y aunque, poco después, el 5 de junio de 2011 la conmemoración del día de la Naksa queda suspendido por las autoridades sirias, un grupo de palestinos decide seguir adelante con otra marcha en los altos del Golán . La jornada termina con veintitrés muertos a manos del ejército de Israel. La incertidumbre y el enfado de los palestinos, se torna en descontrol el día del funeral, cuando aparecen los líderes de las facciones palestinas en Siria. Yarmouk se divide entre los palestinos que quieren permanecer neutrales al régimen y aquellos miembros de la Coalición de Jóvenes, que votan por apoyar a los rebeldes.
Con el asalto, por parte del gobierno sirio, al campo de refugiados de Latakia, el resto de campos se ven obligados a adquirir armas. Por primera vez, Yarmouk se ve poblado de armas y con el deber de acoger a los nuevos desplazados que huyen de Latakia; mientras que el PFLP-GC dirigido por el régimen, instiga a Yarmouk a que adquiera una postura en favor del régimen. En diciembre del 2012 un avión de la Fuerza Área Siria bombardea el campo de refugiados, y un día después, las dos principales organizaciones armadas opositoras al régimen por aquel entonces,  el Ejército Libre Sirio (FSA) junto con Jabhat al-Nusra irrumpen dentro de Yarmouk; se establecen los primeros puestos de control. Si a comienzos del año se estimaba en más de 500.000 el número de refugiados palestinos en Siria y en 150.000 palestinos en Yarmouk, después de estos hechos comienza la muerte y el desplazamiento forzoso de palestinos; continua el exilio de los refugiados palestinos, que había comenzado sesenta y cuatro años atrás.
Un año más tarde, en 2013, cerca de 18.000 refugiados permanecían sitiados en Yarmouk, entre los que se encontraban 3500 niños, sin apenas recursos para sobrevivir. La ayuda humanitaria permanece bloqueada. Entre 2015 y 2016 tuvo lugar el segundo enfrentamiento dentro del campo de refugiados de Yarmouk. El Estado Islámico (IS) invadió Yarmouk, llegando a controlar el 95% del campo. La población palestina huyó a barrios cercanos, pero alrededor de 8000 civiles permanecieron en Yarmouk desprovistos de ayuda humanitaria. En el año 2017, se estimaba que más de la mitad de los refugiados palestinos en Siria se habían vuelto a refugiar en países vecinos, otros habían muerto, y los que permanecían en Siria estaban en una situación de vulnerabilidad extrema. Desde 2018, el gobierno sirio prohibió el acceso al cementerio del campo de refugiados, que fue destruido casi por completo.
Tras la caída del régimen de Bashar al-Ásad el 8 de diciembre de 2024, los refugiados palestinos comenzaron a volver a un campamento completamente devastado por la guerra. Los edificios que no habían sido bombardeados habían sido directamente demolidos por el gobierno o saqueados por ladrones. De los 160.000 palestinos que vivían en él al inicio de la guerra, poco más de 8.000 quedaban cuando esta terminó. En la actualidad, hay más de 5.000.000 de refugiados y desplazados palestinos en Oriente Medio, y los refugiados palestinos representan la tercera parte de los refugiados del mundo.

## La ayuda humanitaria
En Yarmouk no existía una estructura política y el activismo se limitaba a desarrollarse en torno a temas palestinos específicos. Los palestinos tenían acceso a la mayoría de recursos y servicios que el Estado ofrecía, pero era la UNRWA, con el apoyo de GAPAR, la única agencia con obligación de prestarles asistencia humanitaria. Ésta lo hacía en forma de educación, salud, servicios sociales y microcréditos. Durante estos años, la UNRWA se hacía cargo de los nueve campos de refugiados oficiales existentes, veintitrés clínicas de salud primaria y numerosas escuelas operadas por esta Agencia; además, de apoyar a familias es situación de vulnerabilidad social o de impulsar programas específicos para mujeres.  Sin embargo, la situación cambió con la entrada de Siria en el tablero del juego interesado internacional.
El viejo Yarmouk ha desaparecido pero su halo representa, una vez más, el concepto de una Nakba segmentada por los hechos históricos. Con el comienzo del combate en 2012 y el posterior asedio de 2013, aún hay palestinos que permanecen en Yarmouk bajo una situación de bloqueo continuado, en la ayuda humanitaria. En esta crisis humanitaria a gran escala, desde la UNRWA se proporciona: ayuda en efectivo, ayuda alimentaria y artículos no alimentarios, salud, refugio, educación y agua, saneamiento e higiene (WASH) para aquellos refugiados y desplazados que pueden acceder a ella.  En el caso de Yarmouk, desde marzo de 2015, la entrada de ayuda humanitaria está prohibida. Durante el primer trimestre de 2016 y después de ocho meses, la UNRWA pudo empezar a distribuir comida y medicamentos en un barrio contiguo a Yarmouk pero de difícil acceso para los refugiados, debido a los nuevos puestos de control impuestos por grupos armados. Seis semanas después, la ayuda se volvió a bloquear por nuevos conflictos y a partir de entonces, la zona sigue sitiada.